# WASP-121 b
WASP-121 b, formalmente chiamato Tylos, è un esopianeta che orbita attorno alla stella WASP-121. WASP-121 b è il primo esopianeta trovato a contenere acqua nella stratosfera planetaria extrasolare (cioè, lo strato atmosferico in cui le temperature aumentano con l'aumentare dell'altitudine). WASP-121 b si trova nella costellazione della Poppa ed è situato a circa 858 anni luce dalla Terra.

## Nomenclatura
Nel agosto 2022, questo pianeta e la sua stella ospite sono stati inclusi tra i 20 sistemi selezionati per essere nominati nell'ambito del terzo progetto NameExoWorlds. I nomi approvati, proposti da un team del Bahrein, sono stati annunciati nel giugno 2023. WASP-121 b è stato denominato Tylos, dal nome in greco antico del Bahrein, mentre la sua stella ospite è stata chiamata Dilmun, in riferimento all'antica civiltà della regione.

## Caratteristiche fisiche

WASP-121b in una simulazione digitale (agosto 2018)

WASP-121 b è un esopianeta gioviano ultra-caldo con una massa circa 1,16 volte quella di Giove e un raggio circa 1,75 volte superiore. L'esopianeta orbita attorno alla sua stella ospite, WASP-121, con un periodo di 1,27 giorni.
Nel 2019, uno studio condotto da Hellard et al. ha discusso la possibilità di misurare il numero di Love dei Giovi caldi in transito utilizzando il telescopio spaziale Hubble (HST) e lo STIS. Nello stesso lavoro è stata pubblicata una misura preliminare di {\displaystyle h_{2}=1.4\pm 0.8} per WASP-121b.
L'orbita del pianeta è inclinata di 8,1° rispetto al piano equatoriale della stella.

### Composizione atmosferica
Un'analisi spettrale del 2015 ha misurato una temperatura della stratosfera di 2500 ºC, e la presenza di bande di assorbimento per molecole d'acqua, ossidi di titanio (II) (TiO) e ossido di vanadio (II) (VO). Successivamente, la presenza degli ossidi è stata messa in dubbio.
Nel 2020 venne misurata anche la presenza di ferro nella stratosfera, insieme a cromo e vanadio.
Nel giugno 2020 venne pubblicata una nuova analisi dei dati spettrali. La nuova analisi ha rivelato la presenza di magnesio, calcio, vanadio, cromo, ferro e nichel neutri, insieme alla presenza di atomi di sodio ionizzati. Tuttavia, la bassa qualità dei dati disponibili ha impedito l'identificazione certa di qualsiasi specie molecolare, inclusa l'acqua. L'atmosfera sembra essere significativamente fuori dall’equilibrio chimico e potrebbe essere in fase di fuga. Forti flussi atmosferici oltre il lobo di Roche, indicativi di una perdita atmosferica in corso, sono stati confermati alla fine del 2020.
Nel 2021 è stata misurata un'atmosfera meno blu e meno assorbente, il che potrebbe indicare la presenza di pattern meteorologici. Nella metà del 2021, è stata confermata anche la presenza di ioni di ferro, cromo, vanadio e calcio.
Nel 2022 è stata rilevata anche la presenza di bario ionizzato. Nel 2020 è stata confermata l'assenza di titanio nell'atmosfera planetaria e l'errore è stato attribuito alla alta concentrazione di biossido di titanio, altamente riflettente.
Osservazioni effettuate da HST fra il 2016 e il 2019 e pubblicate nel 2024 hanno confermato la variabilità dell'atmosfera di WASP-121 b.
La sua composizione atmosferica è stata poi indagata ulteriormente tramite una mappatura tridimensionale ad opera di ESO.

## Possibili satelliti extrasolari
Il sodio rilevato tramite spettroscopia di assorbimento attorno WASP-121 b è compatibile con una formazione toroidale di gas, probabilmente alimentata da una esoluna comparabile a Io.